# Mirbel
Mirbel – miejscowość i gmina we Francji, w regionie Grand Est, w departamencie Górna Marna.
Według danych na rok 1990 gminę zamieszkiwało 47 osób, a gęstość zaludnienia wynosiła 8 osób/km².